# Marschall von Bieberstein

Wappen der Marschall von Bieberstein

Marschall von Bieberstein ist der Name eines alten meißnischen Adelsgeschlechts, das im 13. Jahrhundert das erbliche Marschall- und Kämmereramt der Markgrafen von Meißen besaß.

## Ursprung, Geschichte und Namensentwicklung

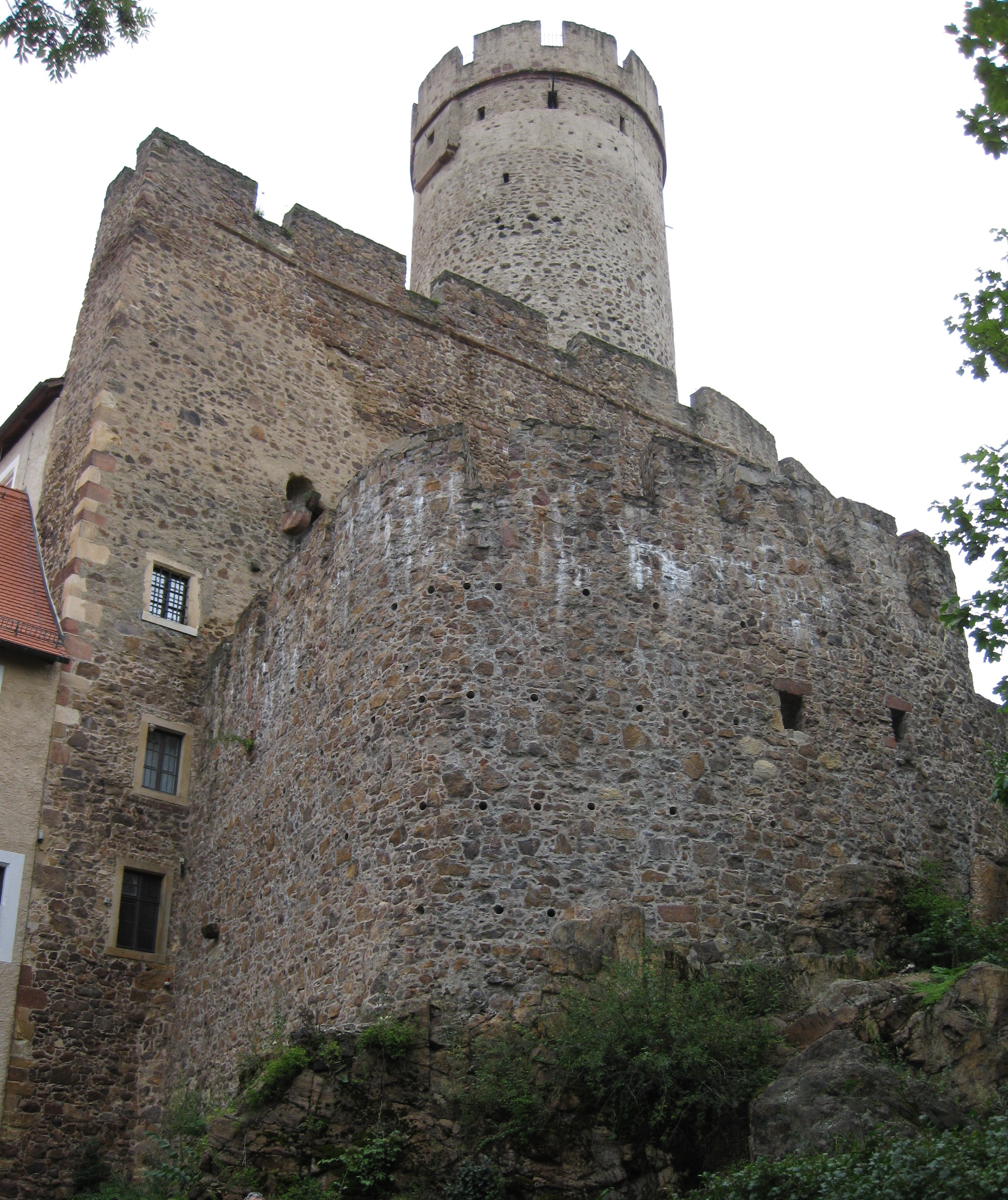
Burg Gnandstein, Wehrbauten aus dem 13. Jahrhundert

Die Familie wurde erstmals im Jahr 1196 mit „Norbert von Schladebach“ und dessen Sohn „Konrad“ urkundlich erwähnt (eine Identität von Norbert mit dem 1179 urkundlich genannten Hallenser Salzgrafen Norbert ist wahrscheinlich, kann aber nicht sicher belegt werden). Die Familie bekleidete bei den Markgrafen von Meißen das erbliche Marschall- und Kämmereramt. Gegen Ende des 13. Jahrhunderts wurde die Amtsbezeichnung zum Namensbestandteil. Während der von Norberts jüngerem Sohn Konrad begründete Stamm der Kämmerer Anfang des 15. Jahrhunderts erlosch, leben die Nachkommen von Norberts älterem Sohn Heinrich, seit 1198 als Inhaber des Marschallamts urkundlich belegt, bis heute mit dem Familiennamen Marschall von Bieberstein. Seit 1228 wird als Sitz der Familie die Burg Gnandstein bei Kohren-Sahlis (Landkreis Leipziger Land) genannt. Ende des 14. Jahrhunderts traten sie Gnandstein an die von Einsiedel ab, die es bis 1945 besaßen.
Bereits 1231 erwarb die Familie das Gut Mockritz bei Döbeln und behielt es bis 1590; die dortige Linie nannte sich „Marschalk von Mockritz“. Nach dem Verlust der Erbämter Anfang des 14. Jahrhunderts verlagerte sich der Besitzschwerpunkt der Familie in das historische Amt Döbeln (u. a. Choren, Döschütz, Ebersbach, Gärtitz (bis 1469), Hermsdorf (1564–1612), Heyda, Jeßnitz (1480–1590), Kobelsdorf, Mahlitzsch, Naußlitz, Otzdorf und Ziegra). Östlich der Elbe sind Besitzungen in Berbisdorf, Nassau und Niederau bezeugt. Eine auf Schloss Frohburg ansässige Linie der Marschälle strebte offenbar die Gründung einer eigenen Standesherrschaft an; sie ist aber nach 1405 erloschen. Zugleich gab es während des 14. Jahrhunderts Familienmitglieder im Patriziat der Stadt Freiberg als Ratsherren und Bürgermeister. Auch am Silberbergbau des Erzgebirges hatten Familienmitglieder in dieser Zeit Anteil.

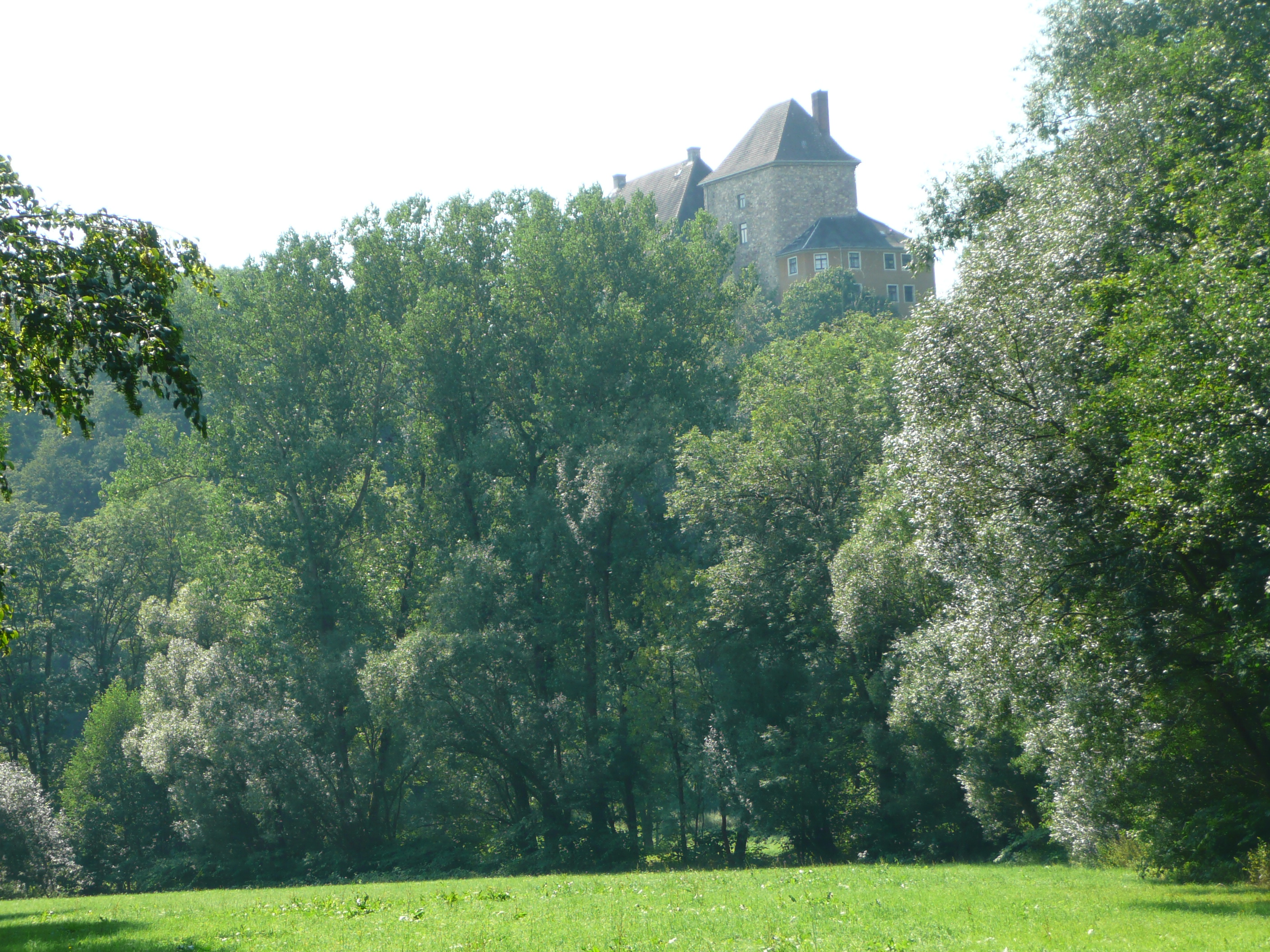
Burg Bieberstein

Wohl aus diesen Einkünften wurde der Erwerb von Burg, Dorf und Herrschaft Bieberstein, zwischen Nossen und Freiberg gelegen, finanziert. Als erstes nach Bieberstein benanntes Familienmitglied wurde am 15. Juni 1399 Heinrich Marschall genannt, jedoch wurde der Beiname von Bieberstein erst im 17. Jahrhundert zur Unterscheidung von anderen, nicht stammverwandten Geschlechtern des Namens Marschall von der Gesamtfamilie angenommen (s. auch unten, Unterscheidung von anderen Adelsgeschlechtern des Namens Marschall). Mit den im 17. Jahrhundert erloschenen Freiherren von Bieberstein, die einst (vor 1218 bis ca. 1290) die Burg Bieberstein besessen und sich nach ihr benannt hatten, besteht keine Verwandtschaft. Nach anfänglicher Blüte des in Bieberstein angesessenen Zweiges setzte ab Beginn des 16. Jahrhunderts allgemein ein zunehmender wirtschaftlicher Niedergang ein. Die Burg Bieberstein blieb bis 1602 im Familienbesitz der Marschälle.
Ein Zweig der Familie (von Marschall und Berbisdorff) wandte sich Anfang des 16. Jahrhunderts nach Schlesien, wo er die Güter Paulsdorf, Schmollen und Zessel besaß. 1584 heiratete Nikolaus Marschall der Jüngere auf Schloss Nossen Anna Luther, Tochter von Paul Luther und Enkelin des Reformators Martin Luther.
Einen tiefen Einschnitt in der Entwicklung der Familie markiert die Wende vom 16. zum 17. Jahrhundert sowie der bald darauf folgende Dreißigjährige Krieg. Fünf Familienzweige, darunter die beiden zu Bieberstein gesessenen, sind in dieser Zeit erloschen, haben den Lehensverband verlassen und sind im Bürgertum verschiedener Städte aufgegangen. Mitte des 17. Jahrhunderts gab es infolgedessen nur noch wenige männliche Namensträger als Mitglieder des grundbesitzenden sächsischen Adels; erst im 18. Jahrhundert erreichte die Zahl der Familienmitglieder wieder den Stand vom Ende des 16. Jahrhunderts.

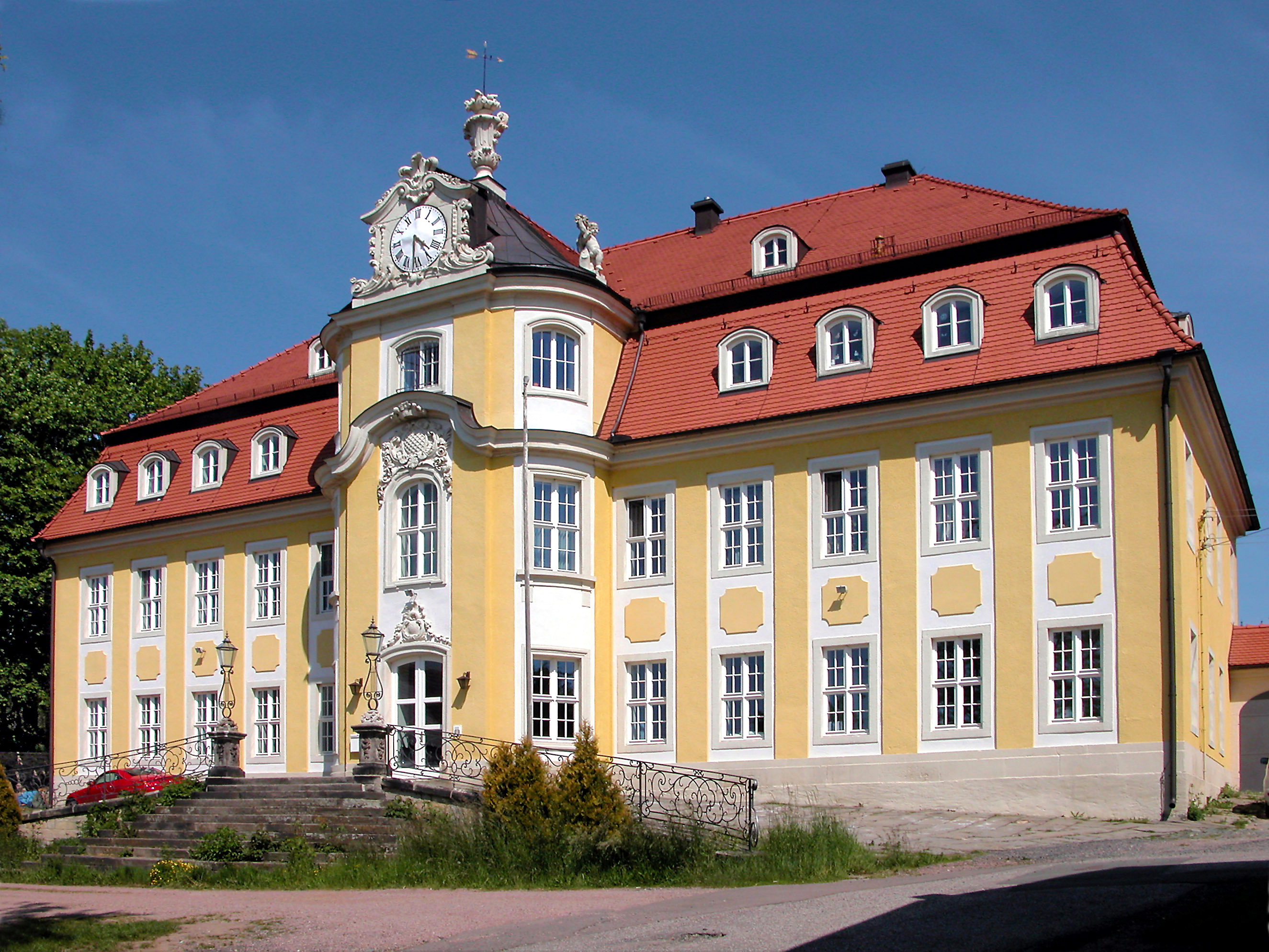
Schloss Choren, Sachsen

Ein neuer Impuls ging von Alexander Marschall von Bieberstein auf Hermsdorf (1604–1668) und seiner Gemahlin Johanna Barbara, geb. von Milckau (1610–1681) aus, deren sieben Söhne neue Linien begründeten; fünf von ihnen haben Mitte des 17. Jahrhunderts die meißnische Stammheimat verlassen und sich im nördlichen Kursachsen bzw. dem Herzogtum Magdeburg, im Gebiet des heutigen Sachsen-Anhalt, niedergelassen (in Bennstedt bei Halle, Bretleben, Hedersleben, Kayna, Baumersroda (1736/37–1744) und Schmon). Einer der Söhne, Leonhard Marschall von Bieberstein, ließ 1755 das Schloss Choren bei Döbeln erbauen. Die thüringischen Rittergüter Reichstädt und Bethenhausen waren im 18. Jahrhundert ebenfalls im Familienbesitz.
Im 18. und 19. Jahrhundert wuchs die Familie stark an; Familienmitglieder waren in dieser Zeit im Königreich Hannover (Burgdorf), Pommern (Quatzow, Reddichow, Rowen, Rumske, Schmarsow und Zedlin), (Ost-)Preußen (Adelwitz, Bleddin, Eichen, Gnie, Polzen, Tolksdorf und Wandlack), Baden (Schloss Neuershausen in March bei Freiburg, Schloss Buchholz bei Waldkirch, Melcherhof/Unteribental bei Kirchzarten), im Herzogtum Nassau (Hahnstätten), in Russland (Dobrenkaja/Gouv. Poltawa und Alexandrowskoje/Bez.Orenburg) und den USA (Cherry Spring, Gillespie Co., Texas) begütert.
Eine Linie gelangte ins Herzogtum Württemberg, Damian Otto Julius Marschall von Bieberstein (1701–1760) war dort Oberstleutnant und Kommandant der Festung Hohenasperg. Sein älterer Sohn Carl Wilhelm (1763–1817) begründete die badische Linie, der jüngere Friedrich August ging nach Russland und der dritte Sohn, Ernst Franz Ludwig (1770–1834) wurde dirigierender Staatsminister im Herzogtum Nassau. Da er auf dem Wiener Kongress eine Annexion Nassaus durch Preußen abwenden konnte, erhielt er als Dank 1816 Ländereien und das Wasserschloss in Hahnstätten als herzogliche Dotation. 1969 wurden Burg und Schlosspark von der Familie verkauft.
Durch die Heirat des badischen Legationsrats August Marschall von Bieberstein 1839 mit Ida Freiin von Falkenstein aus dem Hause Oberrimsingen kam das Schloss Neuershausen in March (Breisgau) in den Besitz der Familie. Durch Mara Freifrau Marschall von Bieberstein (-Neuershausen), geborene Freiin von Ow-Wachendorf kam Anfang des 20. Jahrhunderts Schloss Buchholz in Buchholz (Waldkirch) an die Familie; die beiden badischen Schlösser befinden sich noch in ihrem Besitz.
Daneben waren zahlreiche Familienmitglieder in zivilen Staatsdiensten und im Militär, vor allem in Württemberg, Preußen, Baden, Nassau und Russland (in Österreich auftretende Namensträger stammen von der niedersächsischen Familie Marschalck von Bachtenbrock ab). 1849 verließ Hermann Marschall von Bieberstein zu Cölln bei Meißen Sachsen – mit ihm endete die über 650 Jahre währende Geschichte der Familie in der alten meißnischen Stammheimat. Heute existieren noch die badische und die nassauische Linie mit geographischen Schwerpunkten in Deutschland und den Vereinigten Staaten. Der Verbleib von Nachkommen zweier in Russland (Moskau und Orenburg) ansässiger Zweige der Familie nach der Oktoberrevolution 1917 ist ungeklärt.

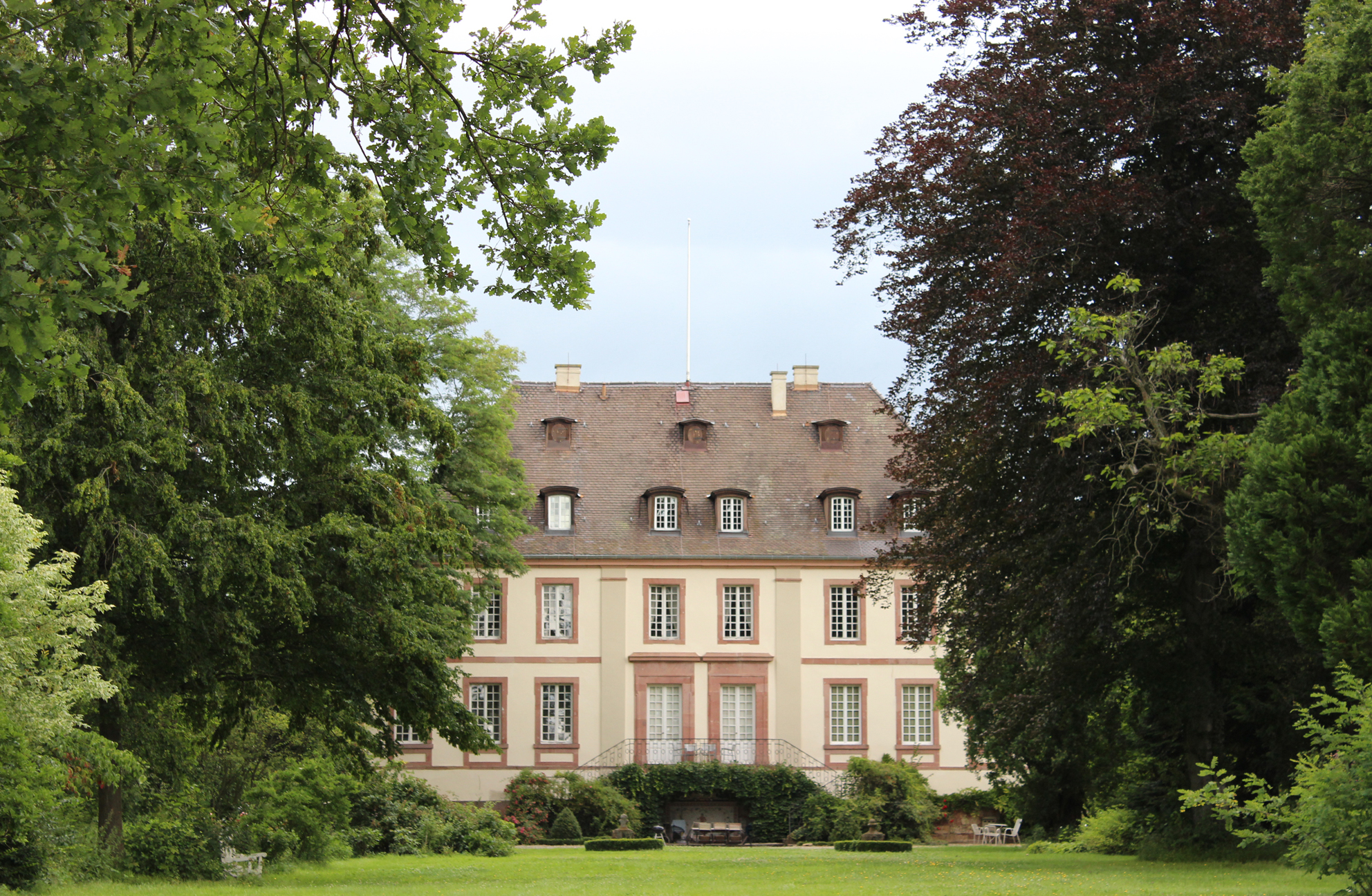
Schloss Neuershausen, Baden
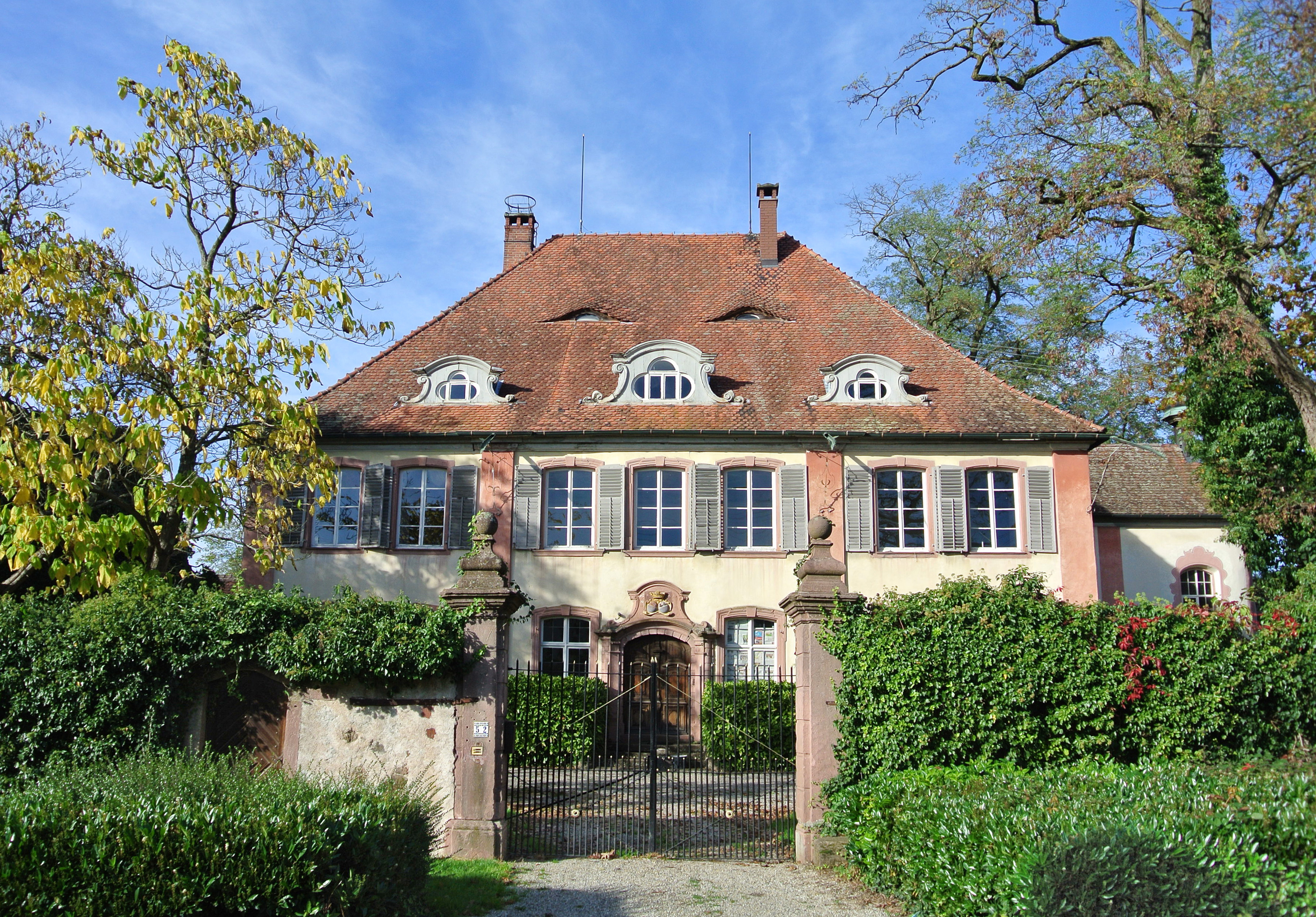
Schloss Buchholz, Baden
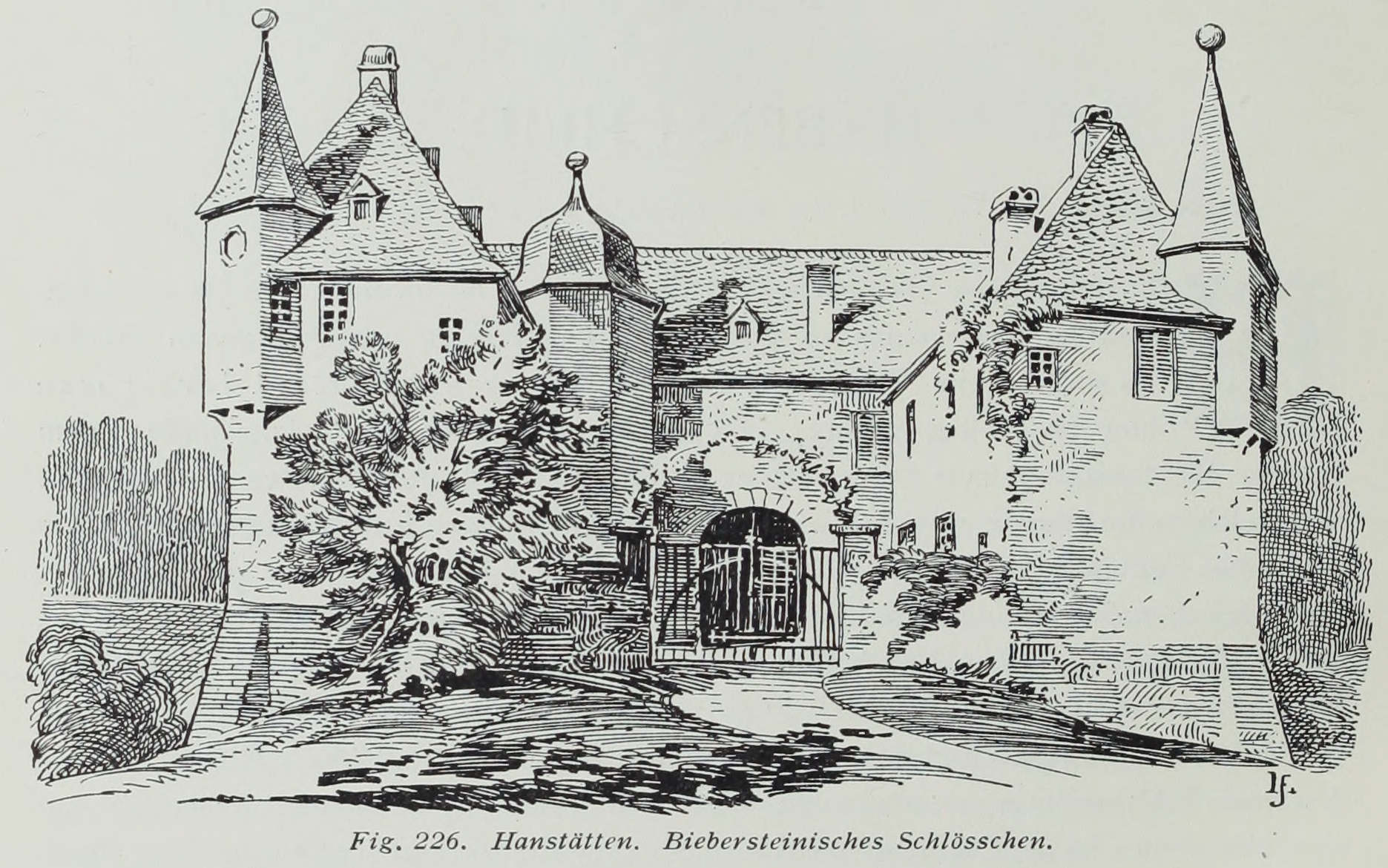
Biebersteinisches Schloss in Hahnstätten (Nassau)

## Adelserhebungen und Adelsanerkennungen
- Preußisches Indigenat am 12. Juni 1705 in Cölln an der Spree für Johann August Marschall von Bieberstein, königlich preußischer Oberheroldsmeister, Kämmerer und Hauptmann zu Burg Giebichenstein und Moritzburg (Halle (Saale)).
- Nassauische Anerkennung des Freiherrnstands im Jahr 1812 für Ernst Franz Ludwig Freiherr Marschall von Bieberstein (1770–1834), herzoglich nassauischer Staatsminister.
- Preußische Genehmigung zur Fortführung des Freiherrntitels am 5. September 1872 in Berlin für Rudolph Freiherr Marschall von Bieberstein, königlich preußischer Hauptmann im Infanterie-Regiment Nr. 118.
- Badische Anerkennung der Berechtigung zur Führung des Freiherrntitels am 29. Juni 1911 in Karlsruhe für die Nachkommen des großherzoglich badischen Staatsministers Karl Wilhelm Freiherr Marschall von Bieberstein (1763–1817).

## Wappen
Das Wappen zeigt ein rotes Schräggitter auf silbernem Grund. Auf dem Helm mit rot-silbernen Decken befindet sich zwischen zwei silbernen Büffelhörnern ein aufrecht gestellter roter Stab (Marschallsstab), der oben mit einem Busch von sechs schwarzen Hahnenfedern besteckt ist. Die erste bekannte Wappendarstellung findet sich auf einem Siegel aus dem Jahre 1236.
Ein sehr ähnliches Wappen wurde der Ulmer Patrizierfamilie „Rottengatter“ mit Wappenbrief Kaiser Friedrichs III. vom 21. Juni 1473 verliehen.

## Bekannte Familienmitglieder
- Alexander Marschall von Bieberstein (1604–1668), kursächsischer Rat und Obersteuereinnehmer
- Georg Job Marschall von Bieberstein (1625–1683), sachsen-weißenfelsischer Hofmarschall und Domherr des Stifts Magdeburg.
- Joachim Freiherr Marschall von Bieberstein (* 1954), deutscher Botschafter in der Republik Ecuador
- Joachim Wilhelm Marschall von Bieberstein (1627–1691), sachsen-merseburgischer Rat, Hofmeister und Obersteuereinnehmer
- Hans Dietrich Marschall von Bieberstein (1643–1687), sachsen-weißenfelsischer Rittmeister
- Moritz Gottfried Marschall von Bieberstein (1643–1698), hochfürstlicher sachsen-merseburgischer Hof- und Hausmarschall
- Moritz Thamm Marschall von Bieberstein (1645–1702), kursächsischer Geheimer Rat
- Johann Adolph Marschall von Bieberstein (1670–1735), preußischer Oberst und Regimentschef
- Johann August Marschall von Bieberstein (1672–1736), preußischer Geheimer Rat, Oberheroldsmeister und Gesandter in London
- Caspar Siegismund Marschall von Bieberstein († 1745), kursächsischer Kammerjunker, Oberaufseher und Kreiskommissar
- Friedrich Ludwig August Marschall von Bieberstein († 1763), kursächsischer Wirklicher Geheimer Rat und Kreiskommissar
- Konrad Leberecht Marschall von Bieberstein (1695–1768), preußischer Generalleutnant
- August Friedrich Marschall von Bieberstein (* um 1697–1767), preußischer Oberst
- Carl Leonhard Marschall von Bieberstein (1705–1777),[10] kursächsischer und Königlich polnischer Generalpostmeister
- Conrad Otto Christoph Marschall von Bieberstein (1726–1796), württembergische Oberst und Oberhofmarschall
- Christian Adam Marschall von Bieberstein (1732–1786), Prälat des Stiftes Cammin; preußischer Major[11]
- Franz Freiherr Marschall von Bieberstein (1760–1835), k.k. österreichisch-ungarischer Generalmajor der Artillerie
- Karl Wilhelm Marschall von Bieberstein (1763–1817), badischer Innenminister
- Friedrich Marschall von Bieberstein (1763–1842), preußischer Generalmajor
- Friedrich August (Fjodor Kondratjewitsch) Baron Marschall von Bieberstein (1768–1826), russischer Staatsrat, Botaniker und Forschungsreisender, Verfasser der „Flora taurico-caucasica“[12]
- Ernst Franz Ludwig Marschall von Bieberstein (1770–1834), nassauischer dirigierender Staatsminister
- August Marschall von Bieberstein (1804–1888), badischer Gesandter beim Bundestag und Oberhofrichter
- Adolf Marschall von Bieberstein (1806–1891), badischer Innenminister
- Friedrich Wilhelm Freiherr Marschall von Bieberstein (1806–1865), nassauischer Domänenrat und Landtagsabgeordneter
- Hermann Friedrich Marschall von Bieberstein (1812–1886), sächsischer Liberaler und Freund Richard Wagners
- Arthur Marschall von Bieberstein (1816–1885), preußischer Generalleutnant
- Ernst August Friedrich Hans Freiherr Marschall von Bieberstein (1816–1860), nassauischer Domänenrat und Landtagsabgeordneter
- Wilhelm Freiherr Marschall von Bieberstein (1822–1902)[13] und Luise Freifrau Marschall von Bieberstein, geb. Weiss (1827–1901), seit 1848 Siedler in Texas
- Oscar Marschall von Bieberstein (1829–1913), Schriftsteller und Übersetzer
- Alma Lessing, geb. Marschall von Bieberstein (1841–1918), Fotografin
- Adolf Marschall von Bieberstein (1842–1912),[14] Staatssekretär im Auswärtigen Amt, deutscher Botschafter in Konstantinopel und London
- Adolf Marschall von Bieberstein (1848–1920), badischer Minister des Äußeren und des Großherzoglichen Hauses sowie des Eisenbahnwesens
- Kurt Marschall von Bieberstein (1861–1947), preußischer Generalleutnant
- Marie Luise Marschall von Bieberstein (geborene Marie Luise von Gemmingen; 1862–1949), von 1916 bis 1934 die Vorsitzende des Evangelischen Frauenverbandes für Innere Mission in Baden
- Peter Marschall von Bieberstein (1873–1914), deutscher Jurist und Landrat
- Fritz Freiherr Marschall von Bieberstein (1883–1939), ordentlicher Professor der Rechte an der Universität Freiburg i. B.
- Wilhelm Freiherr Marschall von Bieberstein (1890–1935), Flieger, bad. NSDAP-Landtagsabgeordneter[15] und Teilnehmer an der Chinesisch-Schwedischen Expedition von Sven Hedin 1928 bis 1929.[16]
- Wolfgang Freiherr Marschall von Bieberstein (1928–2003), ordentlicher Professor der Rechte an den Universitäten Frankfurt und Bonn
- Walther Marschall von Bieberstein (1930–2014), deutscher Botschafter in Bangladesch und Myanmar (Birma)
- Michael Freiherr Marschall von Bieberstein (1930–2012), Leiter der Goethe-Institute in Rom, Paris und Madrid
- Christoph von Marschall (* 1959), deutscher Journalist
- Matern von Marschall (* 1962), deutscher Politiker (CDU)
- Frauke Marschall von Bieberstein (* 1974), deutsche Professorin für Betriebswirtschaftslehre, siehe Frauke von Bieberstein

## Unterscheidung von anderen Adelsgeschlechtern des Namens Marschall
Diese Familie ist nicht verwandt mit den schon im 17. Jahrhundert erloschenen Freiherren von Bieberstein, die einst (vor 1218 bis ca. 1290) die Burg Bieberstein besaßen, auf der ab 1399 dann die Marschälle ansässig wurden, und die eine bedeutende geschichtliche Rolle in Böhmen, Schlesien und den Lausitzen spielten. Ebenfalls besteht keine Verwandtschaft zu den ostpreußischen Herren Rogalla von Bieberstein, die sich (etwas zweifelhaft) auf die vorgenannten Freiherren von Bieberstein zurückführen.
Eine Verwandtschaft besteht ferner nicht mit den Thüringer Freiherren Marschall von Altengottern, mit den fränkischen Marschalk von Ostheim und den Bremer Marschalck von Bachtenbrock.